# Звёздчатая черепаха
Звёздчатая черепаха (лат. Geochelone elegans) — вид сухопутных черепах.

## Описание

### Внешний вид
Черепаха средних размеров, её длина составляет 25 см для самок и 15 см для самцов. Имеет очень красивый выпуклый панцирь, из-за чего пользуется большой популярностью у террариумистов. Своё название звёздчатая черепаха получила благодаря своеобразному рисунку в форме жёлтой многолучевой звезды на каждом щитке панциря (кроме краевых). Основной фон панциря — тёмно-коричневый или чёрный. Эта окраска, кажущаяся в неволе яркой и броской, отлично камуфлирует черепаху в природе, когда она затаивается между куртинами сухой травы. Самцы, кроме размеров, отличаются от самок ещё и менее выпуклыми щитками панциря.

### Распространение и среда обитания
Ареал звёздчатой черепахи охватывает Индию от штатов Орисса на востоке и Синд и Кач на западе до самого юга полуострова Индостан, юго-восток Пакистана, Шри-Ланку и близлежащие острова.
Обитает в сухих, поросших густым кустарником лесах.

### Поведение
Пик активности у звездчатых черепах приходится на утро и вечер. В жаркий полдень они обычно отдыхают в тени. Активны во время влажного сезона, а на сухой период впадает в спячку.

### Питание
Растительноядна, но при случае употребляет белковую пищу животного происхождения. На воле поедает упавшие плоды, траву, цветы и так далее.

### Размножение
Спаривание приходится на сезон дождей, с июня по октябрь. Одна самка может отложить до двух—трёх кладок из трёх—шести яиц. Размер яйца — 4,5 на 3,5 см. Время инкубации в природе — 45—147 суток.

## Содержание в неволе
Звёздчатых черепах содержат в террариумах с повышенной влажностью воздуха. Температура — 24—30°С днём и 22—25°С ночью. Необходим неглубокий бассейн. Черепах можно выгуливать на улице при температуре выше 24°С. Для стимуляции размножения надо подержать черепах 2 месяца при температуре 18—20°С. Инкубация яиц при температуре 28—30°С и влажности воздуха 90 % длится 54—177 суток.
Срок жизни звёздчатой черепахи составляет около 80 лет.

## Иллюстрации

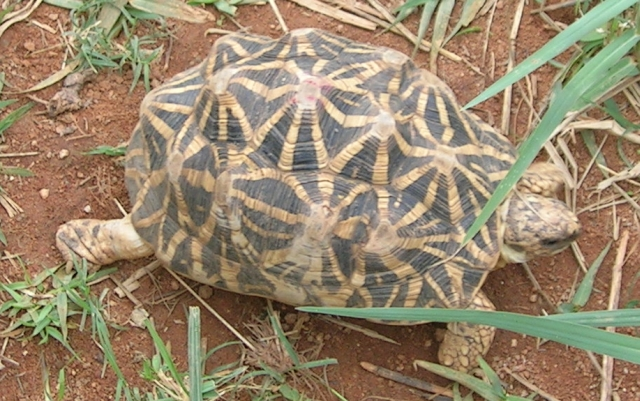
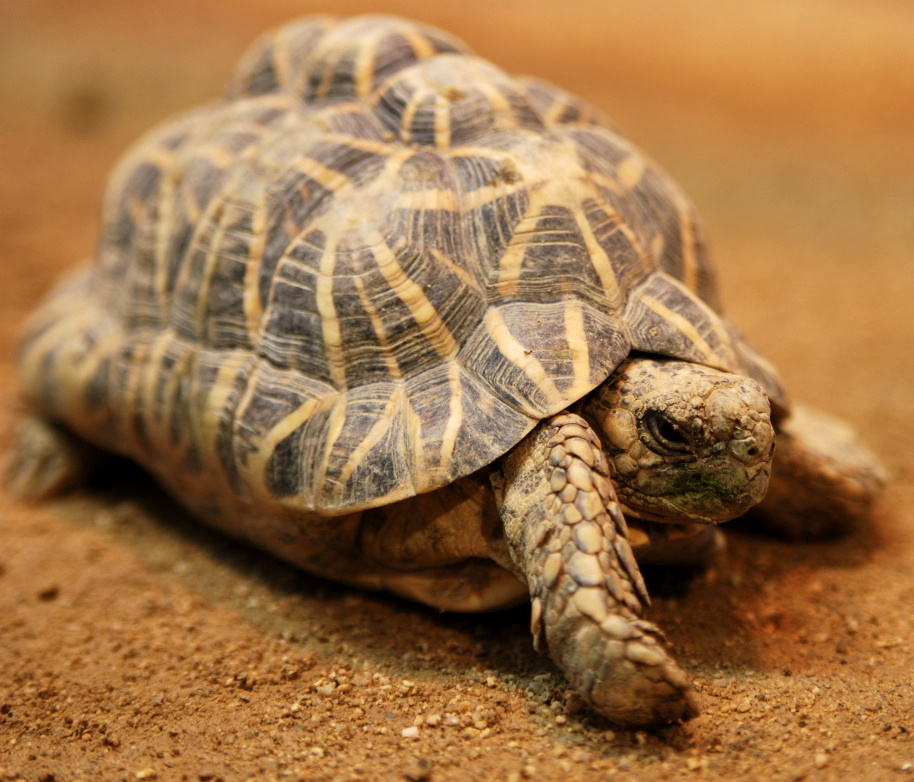
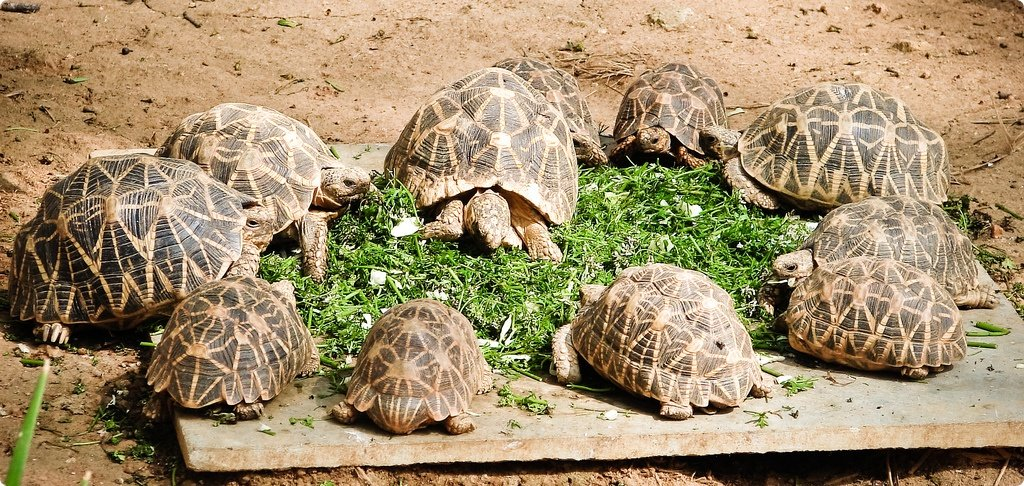
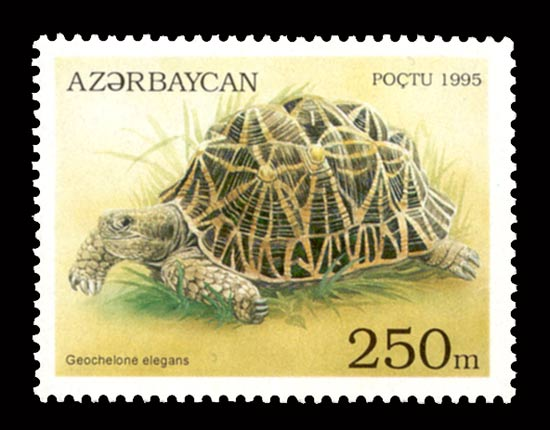
Звёздчатая черепаха на азербайджанской почтовой марке